# 杨赞绪墓
杨赞绪墓，位于中国广东省梅州市大埔县大东坪山，为梅州市大埔县的一个县级文物保护单位，类型为古墓葬，公布时间为1991年4月。
杨赞绪墓的历史年代为清代。